# Stanley Ho
Stanley Ho, anche noto come Ho Hung-sun, Stanley Ho Hung-sun (Hong Kong, 25 novembre 1921 – Hong Kong, 26 maggio 2020), è stato un imprenditore miliardario cinese di Macao e Hong Kong.
Conosciuto come il "re del gioco d'azzardo" perché era il maggiore azionista della società proprietaria della maggior parte delle case da gioco di Macao, aveva anche altre imprese a Hong Kong e in Asia. Il suo impero economico è stato valutato 6 miliardi di dollari.

## Biografia
Nacque ad Hong Kong, nella famiglia Ho Tung, uno dei clan più famosi, potenti e influenti ad Hong Kong a quel tempo. Il suo bis-nonno fu un ebreo olandese, che ebbe molti figli con una donna di Guangdong. Il loro primo figlio fu Ho Tung (Sir Robert Hotung) e il successivo fu Ho Fook (何福), fratello dell'imprenditore e filantropo Robert Hotung, il nonno di Stanley Ho. Ho Sai Kwong, uno dei figli di Ho Fook, ebbe 13 figli. Stanley Ho era il nono figlio.
Sebbene la sua famiglia fosse già molto ricca, Ho si mise in affari da solo. Quando aveva 13 anni, suo padre perse molti soldi nel crollo del mercato borsistico  e dichiarò bancarotta. Come conseguenza, due dei fratelli maggiori di Ho si suicidarono ed il loro padre abbandonò la famiglia, lasciandolo con le sue due sorelle maggiori e sua madre.
Ha studiato al Queen's College di Hong Kong, dove ha frequentato la classe D - il livello di classe più basso nell'allora Hong Kong Class System - a causa di risultati scolastici insoddisfacenti. Tuttavia, in seguito ricevette una borsa di studio presso l'Università di Hong Kong. Divenne il primo studente della classe D a ricevere una borsa di studio universitaria. I suoi studi universitari furono interrotti dallo scoppio della seconda guerra mondiale nel 1942.

## Carriera
Ho ha iniziato a lavorare come impiegato presso una società di import-export di proprietà giapponese a Macao. Ha fatto la sua prima fortuna contrabbandando beni di lusso attraverso il confine cinese da Macao durante la seconda guerra mondiale. Nel 1943 fondò una società di cherosene e una società di costruzioni con i suoi soldi.

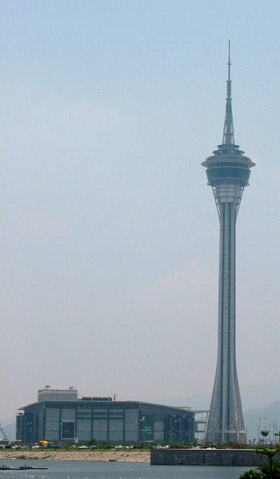
La Torre di Macao di proprietà STDM

Ho, insieme ad alcuni partner tra cui il magnate di Hong Kong Henry Fok, il giocatore d'azzardo di Macao Yip Hon e suo cognato Teddy Yip, presentarono un'offerta per i franchise di Macao. Facendo un'offerta alta e promettendo di promuovere il turismo e di sviluppare le infrastrutture, nel 1961 vinsero la gara pubblica per la licenza di monopolio del gioco di Macao, sconfiggendo i "baroni dei casinò" di lunga data di Macao, la famiglia Fu, per 17.000 MOP.  Nel 1961 la società fu ribattezzata Sociedade de Turismo e Diversões de Macau, SARL (STDM). Grazie al fiore all'occhiello rappresentato dal  Lisboa Casino Hotel, gli affari sbocciarono e l'hotel divenne in seguito famoso a livello internazionale. Nello stesso anno Ho fondò anche HoShun Tak Holdings Ltd, quotata alla Borsa di Hong Kong. Attraverso una controllata, TurboJET, la società possiede una delle flotte più grandi al mondo di aliscafi ad alta velocità, che trasportano passeggeri tra Hong Kong e Macao. 
Nel 1989, dopo che STDM aveva assunto il pieno controllo del Macau Jockey Club, Ho ne è diventato presidente e amministratore delegato. Nel 1998 Ho è stato il primo residente macanese vivente ad avere una strada locale a lui intitolata. Ha anche lanciato la prima lotteria di calcio e basket in Asia, chiamata SLOT. 
Ho è stato nominato dal governo canadese, citando il quotidiano Manila Standard, come persona con legami con la Kung Lok Triad (mafia cinese) e come collegato a "diverse attività illegali" durante il periodo 1999-2002. I presunti legami di Ho con la criminalità organizzata cinese sono stati segnalati anche dalla Divisione del gioco d'azzardo del New Jersey, citando un comitato del Senato degli Stati Uniti e diverse agenzie governative, quando lo stato ha indagato sui suoi legami con l'operatore di casinò americano MGM Mirage. 
È stato il fondatore e presidente di SJM Holdings, una società che possiede diciannove casinò a Macao, incluso il Grand Lisboa. E deve la sua fortuna al monopolio nell'industria del gioco d'azzardo di Macao concesso dal governo per 75 anni. Ha poi investito anche in altre attività: turismo, spedizioni marittime, immobiliare, bancario e trasporto aereo. Si è stimato che le sue attività abbiano impiegato quasi un quarto della forza lavoro di Macao. Oltre a Hong Kong e Macao, ha investito anche in Cina continentale, Portogallo, Corea del Nord dove gestiva un casinò, Vietnam, Filippine, Mozambico, Indonesia e Timor orientale. La sua ricchezza era divisa tra sua figlia, Pansy Ho (5,3 miliardi di dollari) che possiede MGM Macau, la quarta moglie Angela Leong (4,1 miliardi) che è amministratore delegato di SJM Holdings, e il figlio Lawrence Ho (2,6 miliardi) che possiede "City of Dreams". 
Le sue opinioni e dichiarazioni sul settore immobiliare e commerciale di Hong Kong hanno avuto una notevole influenza sul mercato. Negli ultimi anni era stato coinvolto in un contenzioso con sua sorella, Winnie Ho, in merito alla proprietà dei casinò di Macao. 
Alla fine di luglio del 2009, Ho è stato operato al cervello in seguito ad un ictus. Per sette mesi è stato confinato in ospedale a Hong Kong: una sola apparizione pubblica, il 20 dicembre 2009, quando si è recato a Macao per incontrare il presidente cinese Hu Jintao in occasione del decimo anniversario del ritorno di Macao alla sovranità cinese. Ho è stato dimesso dall'ospedale il 6 marzo 2010 e successivamente ha dovuto usare una sedia a rotelle. 
Dopo aver guidato la SJM Holdings Ltd per diversi decenni, Ho ha rassegnato le dimissioni da ogni incarico nel 2018, cedendo i poteri alla figlia Daisy Ho.
Il 25 maggio 2020 Ho si è trovato in condizioni critiche, ed è morto al Sanatorium & Hospital di Hong Kong il 26 maggio 2020. Aveva 98 anni.

## Vita privata
Ha avuto 17 figli, tra cui l'attrice e cantante Josie Ho, da quattro donne, non tutte sposate legalmente. Lui comunque si riferiva alle madri dei suoi figli come alle sue mogli. La poligamia rimase legale a Hong Kong fino al 1971. 
Nel 1942, Ho sposò Clementina Ângela Leitão, della prestigiosa famiglia portoghese Leitão (cinese :黎登): suo nonno era un avvocato e l'unico notaio di Macao all'epoca. Hanno avuto quattro figli. Leitão fu coinvolta in un incidente automobilistico nel 1973 e di conseguenza subì una parziale perdita di memoria. Nel 1981, il figlio di Ho e Leitão, Robert, e la nuora Suki Potier, morirono in un incidente d'auto. Clementina Leitão Ho è morta nel 2004 ed è stata sepolta nel cimitero di San Michele Arcangelo (portoghese : Cemitério São Miguel Arcanjo).
Alla fine degli anni '50, Ho incontrò Lucina Azul Jean Ying nata Laam King-ying (藍瓊纓) e iniziò una relazione. Questa unione è stata riconosciuta a Macao e Hong Kong in quel momento a causa delle sentenze ereditate dal codice legale del Grande Qing della dinastia Qing cinese. La relazione ha portato alla nascita di cinque figli comprese le figlie Daisy Ho, a cui Ho ceduto la presidenza di SJM, e Pansy Ho, partner al 50 per cento in MGM Macau; il figlio Lawrence Ho, CEO di Melco Crown Entertainment Ltd, un'altra società di casinò con sede a Macao; e Josie Ho (何超儀), cantante rock e attrice pluripremiata. La famiglia di Lucina ora risiede in Canada.
Ho ha iniziato una relazione con Ina Chan nel 1985. Questa unione non è legittima né a Hong Kong né a Macao. La moglie di Ho, Clementina Leitão, aveva bisogno di cure infermieristiche costanti dopo il suo incidente d'auto, e Ina Chan era una delle infermiere portate per prendersi cura di Leitão. Ho e Chan hanno avuto  tre figli insieme; Laurinda Ho, Florinda Ho e Orlando Ho.
Nel 1988, Ho incontra Angela Leong On-kei, istruttrice di danza. La coppia ebbe quattro figli insieme: Sabrina Ho, Arnaldo Ho, Mario Ho e Alice Ho. Leong è membro in carica dell'Assemblea legislativa a Macao.
Nel corso degli anni, la danza è stata uno dei suoi hobby preferiti, raggiungendo l'eccellenza nel tango, nel cha-cha-cha e nel valzer. Ha spesso ballato per raccogliere fondi di beneficenza e ha sponsorizzato numerosi spettacoli di danza a Hong Kong e Macao, tra cui l'Hong Kong Arts Festival e il Macau Arts Festival. Ha anche invitato gruppi di ballo di fama internazionale, come il National Ballet of China, ad esibirsi a Hong Kong e Macao. 
Secondo i registri disponibili, Bruce Lee e Stanley Ho erano cugini di secondo grado attraverso la madre di Lee, Grace Ho (何愛瑜). Suo padre, Ho Kom-tong (何 甘棠), e il nonno di Ho, Ho Fook, erano fratellastri materni.